# Drömprins
Drömprins är en svensk dokumentärfilm producerad 2021. Officiell titel är Prince of Dreams och med regi avJessica Nettelbladt. 
Filmen belyser ämnen som könsdysfori, utanförskap, mobbning och att skapa sig en egen identifikation.

## Nomineringar
Filmen är utvald till flera meriterade filmfestivaler runt i världen. Tempo, där den var nominerad till Tempo Documentary Award, CPH DOX, AmDocs, (American Documentary and Animation Film Festival), Krakow Film Festival and Carmarthen Bay Film Festival in Wales. Under sommaren 2021, blev Prince of Dreams nominerad till bästa dokumentär på  Moscow International Documentary Film Festival i Ryssland. Filmen blev också uttagen som bästa dokumentär på  KASHISH Mumbai International Queer Film Festival i Indien. På Madrids internationella filmfestival blev filmen uttagen i hela tre kategorier. bästa internationella dokumenärfilm, bästa regi till Jessica Nettelbladt och bästa klipp (Michał Leszczyłowski, Åsa Mossberg, Jessica Nettelbladt). Prince of Dreams blev även uttagen till att vara invigningsfilm när Malmö tillsammans med Köpenhamn arrangerade Worldpride 2021. Filmen vann pris som bästa regi av internationell dokumentärfilm på Madrid international filmfestival 2021.